# Midway (film 2019)
Midway è un film del 2019 diretto da Roland Emmerich.
Il cast principale del film è composto da Ed Skrein, Patrick Wilson, Luke Evans, Aaron Eckhart, Nick Jonas, Mandy Moore, Dennis Quaid e Woody Harrelson.

## Trama
Nel dicembre 1937, a Tokyo, l'addetto navale della Marina americana, il capitano di corvetta Edwin Layton, discute con i vertici della Marina imperiale riguardo alla posizione di entrambe le flotte nel teatro operativo dell'Oceano Pacifico. Durante questa riunione, Layton discute personalmente con l'ammiraglio Isoroku Yamamoto, il quale lo avvisa che se l'importazione del petrolio statunitense dovesse essere minacciata, allora il Giappone, che ha da poco attaccato la Cina, potrebbe prendere delle misure molto drastiche. Il 7 dicembre 1941, mentre Adolf Hitler domina in Europa grazie alla guerra lampo, i giapponesi stanno occupando la Cina da 4 anni e gli Stati Uniti sono ancora neutrali, una forza aeronavale giapponese comandata dal viceammiraglio Chūichi Nagumo attacca la base statunitense di Pearl Harbor, infliggendo danni catastrofici e causando la morte di migliaia di americani. Le portaerei, però, si salvano tutte, poiché non si trovano a Pearl Harbor al momento dell'attacco. Una di queste è la USS Enterprise, su cui si trovano i tenenti di vascello Dick Best e Clarence Dickinson, che sono amici fraterni. Dickinson, quella stessa mattina, viene inviato a Pearl Harbor dal suo comandante, il capitano di corvetta Wade McClusky, ma viene abbattuto dagli Zero giapponesi mentre è in volo, e prima di lanciarsi col paracadute trasmette via radio un messaggio che riferisce dell'attacco giapponese. Il viceammiraglio William Halsey, comandante della USS Enterprise, spedisce pertanto Dick Best e i suoi uomini alla ricerca delle portaerei nemiche, ma non avrà successo. L'attacco di Pearl Harbor comporta un cambio al comando della flotta americana del Pacifico: l'ammiraglio Husband Kimmel, che aveva ignorato gli avvertimenti di Layton sul possibile attacco giapponese, viene infatti sostituito dall'ammiraglio Chester Nimitz.
Due mesi dopo l'attacco, Nimitz ordina alla USS Enterprise di attaccare le isole Gilbert e le isole Marshall, controllate dai giapponesi. Nelle operazioni, i siluri dei TBD Devastator statunitensi si dimostrano inefficaci, mentre le bombe degli SBD Dauntless riescono a danneggiare seriamente i campi di volo giapponesi. Nel pomeriggio, cinque bombardieri nipponici tentano di distruggere la portaerei, ma falliscono: uno di questi cinque aerei viene colpito e cerca di schiantarsi sulla nave, ma il sottufficiale Bruno Gaido, sparando da un aereo parcheggiato sulla portaerei, danneggia il motore superstite del velivolo colpito, facendo completamente perdere il controllo agli aspiranti piloti suicidi. Per questa coraggiosa azione, Bruno Gaido viene immediatamente promosso. 
Due mesi dopo, la USS Enterprise scorta la USS Hornet, che sta trasportando 16 bombardieri B-25 della USAAF: i suoi piloti, guidati dal tenente colonnello James Doolittle, devono bombardare Tokyo per poi atterrare nella Cina libera. Tuttavia, poiché vengono segnalati dei picchetti nemici, i bombardieri sono costretti al decollo molto più lontano del previsto, pertanto una volta bombardata Tokyo i piloti sono costretti a paracadutarsi nella Cina occupata dai giapponesi, dal momento che esauriscono il carburante. A causa del sostegno mostrato dalla popolazione cinese ai piloti americani, l'Esercito imperiale massacra per rappresaglia 250.000 civili cinesi.
L'incursione aerea su Tokyo obbliga i giapponesi ad accelerare la formulazione di un piano per eliminare le portaerei statunitensi, ma questo viene complicato dalla rivalità che è in atto tra la Marina e l'Esercito: il generale Hideki Tōjō, che ricopre anche la carica di Primo ministro, obbliga infatti l'ammiraglio Yamamoto e il suo sottoposto, il contrammiraglio Tamon Yamaguchi, a inviare due portaerei nel Mar dei Coralli. La USS Enterprise non fa in tempo a partecipare alla battaglia del Mar dei Coralli, in cui la USS Lexington viene affondata e la USS Yorktown viene gravemente danneggiata. 
I crittografi della Marina americana, guidati dal capitano di fregata Joseph Rochefort, uno stretto collaboratore di Layton, decifrando le comunicazioni giapponesi scoprono che questa battaglia è solo un antipasto: il piano giapponese consiste infatti nell'attaccare un posto denominato "AF". Rochefort e Layton sono convinti che si tratti dell'atollo di Midway, ma Nimitz ha dei dubbi al riguardo. Tuttavia, viene intercettato un messaggio giapponese in cui si afferma che "AF" è senza acqua potabile, e dal momento che in precedenza Midway aveva trasmesso in chiaro un messaggio dal contenuto simile è evidente che "AF" sia Midway. Nimitz, una volta ottenute queste informazioni, organizza un piano per ribaltare l'effetto sorpresa a vantaggio degli americani: innanzitutto, ordina ai suoi sottoposti di rendere operativa la USS Yorktown, che viene riparata alla meglio in soli tre giorni, poi rafforza le difese dell'isola di Midway, dove vengono stipati tutti gli aerei disponibili, e infine fa salpare in anticipo la flotta per attaccare i giapponesi il giorno stesso del loro attacco. Il viceammiraglio Halsey, che avrebbe dovuto comandare la Task Force 16, viene però ricoverato in ospedale a causa di un grave attacco di psoriasi, pertanto viene sostituito dal contrammiraglio Raymond Spruance.
Il 4 giugno 1942 la battaglia delle Midway ha inizio: la base viene colpita duramente dai bombardieri giapponesi e il regista John Ford viene gravemente ferito mentre sta girando il suo documentario, ma i bombardieri decollati dall'isola, che fanno parte sia dei Marine, sia della USAAF, sia della Marina, prima dell'arrivo dei nemici attaccano a loro volta la flotta nipponica, subendo però gravissime perdite. Il viceammiraglio Nagumo, criticato per la sua eccessiva prudenza, capisce che la base statunitense costituisce ancora una minaccia, pertanto ordina di armare gli aerei con le bombe per un secondo attacco su Midway. Intanto, però, i ricognitori giapponesi individuano la flotta statunitense, quindi Nagumo sospende l'ordine di sostituire i siluri con le bombe, causando il caos nella flotta nipponica. Poco dopo un sommergibile statunitense, lo USS Nautilus, attacca la flotta giapponese prendendo di mira la portaerei Hiryu, ma il siluro manca il bersaglio e il sommergibile deve immergersi e cercare di evitare le bombe di profondità lanciate dal cacciatorpediniere Arashi, che resta indietro rispetto alla flotta. In seguito, anche il gruppo VT-6 proveniente dalla USS Enterprise, guidato dal capitano di corvetta Eugene Lindsey, attacca la flotta giapponese, ma viene decimato dalle difese nemiche e lo stesso Lindsey viene abbattuto e ucciso. Pochi minuti dopo, la flotta giapponese viene attaccata anche dallo squadrone VT-8 proveniente dalla USS Hornet, i cui membri, ad eccezione del guardiamarina George Gay, periscono tutti.
Intanto, la squadriglia VB-6 decollata dalla USS Enterprise guidata da McClusky e da Dick Best raggiunge il punto in cui si sarebbe dovuta trovare la flotta nemica, che però ha cambiato rotta dopo l'avvistamento delle portaerei statunitensi. McClusky continua le ricerche, e s'imbatte casualmente nell'Arashi, che nel frattempo ha abbandonato la caccia allo USS Nautilus e sta cercando di raggiungere la propria flotta. McClusky decide di inseguirlo e la sua intuizione darà presto i suoi frutti: lo squadrone VB-6 piomba sulla flotta giapponese proprio nello stesso istante della squadriglia VB-3 decollata dalla USS Yorktown e subito dopo l'attacco degli aerosiluranti, che aveva obbligato gli Zero a scendere a bassa quota, da dove non possono più intercettare i bombardieri in picchiata. In cinque minuti, lo squadrone VB-6 distrugge la portaerei Kaga, il VB-3 centra la portaerei Soryu e Dick Best, insieme a due gregari, mette fuori combattimento la Akagi, su cui si trova il viceammiraglio Nagumo. Durante questi attacchi, però, Clarence Dickinson esaurisce il carburante e viene costretto ad ammarare: sarà più tardi recuperato da un cacciatorpediniere americano. Bruno Gaido e il guardiamarina Frank O'Flaherty, invece, sono molto più sfortunati: il loro aereo viene abbattuto, pertanto anch'essi sono costretti ad ammarare, ma in seguito vengono catturati da un cacciatorpediniere giapponese e, poiché si rifiutano di rivelare dove si trova la flotta americana, vengono entrambi gettati in mare legati a un'ancora. 
Nagumo abbandona la Akagi, considerata irreparabile, e sale su un incrociatore, da cui comunica a Yamamoto, che si trova molto distante da Midway a bordo della corazzata Yamato, la perdita di tre delle quattro portaerei. Tuttavia, il contrammiraglio Yamaguchi, che si trova a bordo della portaerei superstite Hiryu, non si dà per vinto e ordina un contrattacco: la USS Yorktown viene colpita e irrimediabilmente danneggiata.
McClusky e Best tornano sulla USS Enterprise, ma non sono in buone condizioni: il primo era stato in precedenza mitragliato da uno Zero, pertanto viene obbligato dal contrammiraglio Spruance a farsi medicare, mentre il secondo inizia a tossire sangue a causa della soda caustica inalata dal serbatoio di ossigeno difettoso del suo aereo. Best prende comunque il comando dei bombardieri disponibili e attacca la portaerei superstite Hiryu, centrandola in pieno. 
La sera, l'ammiraglio Nimitz decide di adottare una tattica prudente e obbliga la flotta americana a ritirarsi. Durante la notte, la Hiryu viene affondata da un cacciatorpediniere giapponese perché viene considerata irreparabile e anche per evitare che finisca nelle mani nemiche. Il contrammiraglio Yamaguchi e il comandante della Hiryu, il capitano di vascello Tomeo Kaku, che si ritengono responsabili della sconfitta, decidono di affondare insieme alla nave. L'ammiraglio Yamamoto, le cui corazzate non sono mai entrate in azione, ordina la ritirata delle navi superstiti per evitare ulteriori perdite. 
La battaglia viene dunque vinta dagli americani, e Dick Best è il primo pilota nella storia ad affondare due portaerei nemiche: per queste azioni, sarà decorato con la Navy Cross. Egli, però, non potrà più volare a causa dell'inalazione della soda caustica, che ha compromesso irrimediabilmente i suoi polmoni.

## Distribuzione
Il trailer è stato pubblicato il 28 giugno 2019.

Il film è stato distribuito nelle sale cinematografiche statunitensi l'8 novembre 2019, mentre in quelle italiane il 27 novembre.

## Accuratezza storica

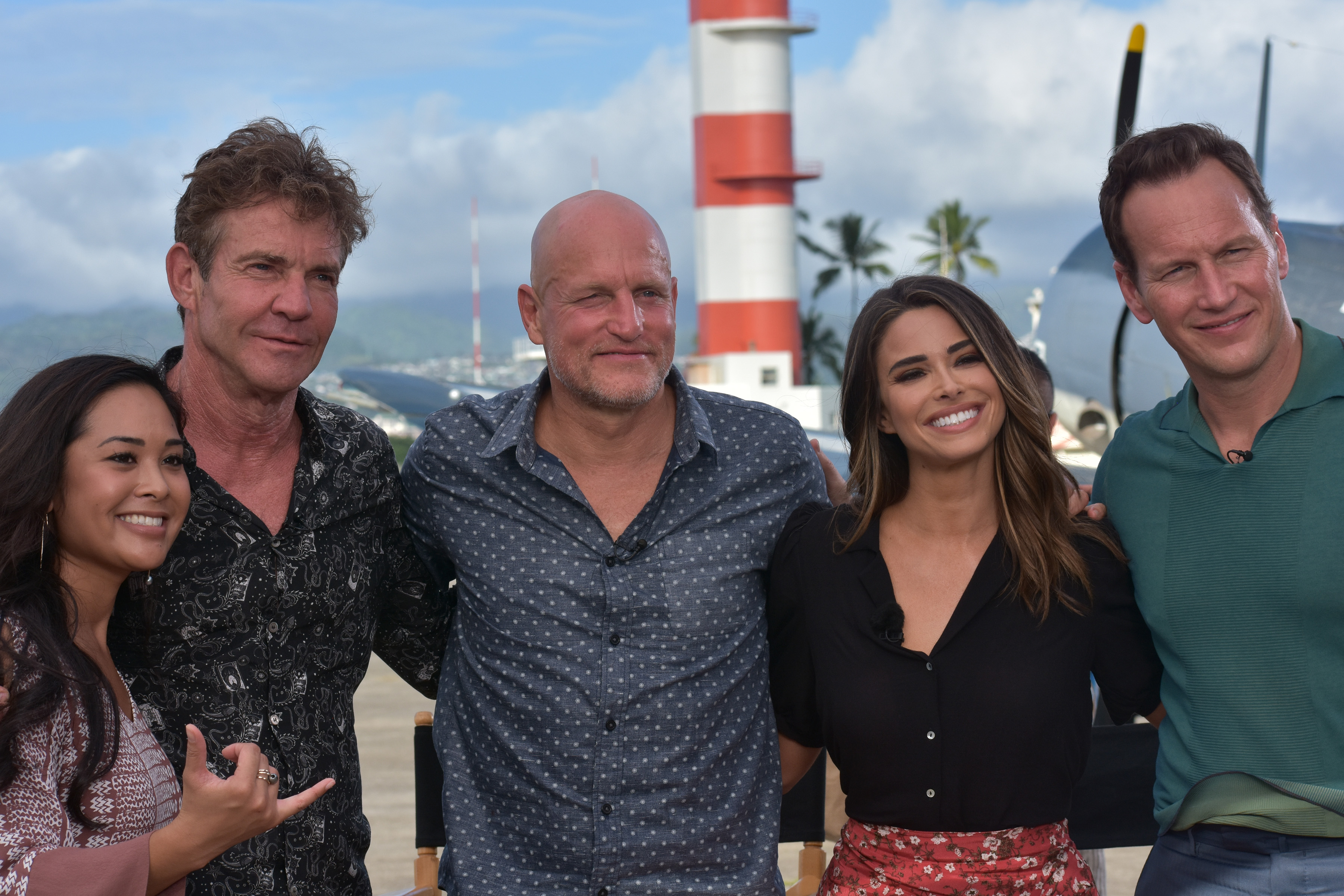
Cast principale del film: Jobeth Devera, Dennis Quaid, Woody Harrelson, Jennifer Lahmers e Patrick Wilson (da sx a dx)

Sebbene il film sia stato giudicato storicamente accurato dalla maggior parte della critica, permangono alcune differenze tra il film e gli eventi storici:
- Il tenente di vascello Roy Pearce, l'amico di Dick Best ucciso sulla USS Arizona all'inizio del film, è un personaggio fittizio.
- Le isole Gilbert e le isole Marshall nella realtà sono degli atolli, ma nel film vengono mostrate come isole montuose.
- Nella scena della battaglia del Mar dei Coralli in primo piano viene mostrata la Yorktown durante le operazioni di controllo danni e quella mostrata subito dietro è la USS Lexington ma è stata erroneamente riprodotta come una nave classe Yorktown.
- Il contrammiraglio Frank Fletcher, comandante della flotta americana nella battaglia delle Midway imbarcato sulla USS Yorktown, è stato omesso.
- Nella realtà, il sottomarino americano USS Nautilus non attaccò la portaerei Hiryu, ma la corazzata Kirishima.
- Nel film, la squadriglia VT-6 decollata dalla USS Enterprise attacca la flotta giapponese prima dello squadrone VT-8 proveniente dalla USS Hornet. Nella realtà, invece, successe il contrario. Inoltre, è stata omessa l'offensiva degli squadroni VT-3 e VF-3 provenienti dalla USS Yorktown, che avvenne poco prima di quella decisiva.
- Nella realtà, Bruno Gaido e il guardiamarina Frank O'Flaherty furono gettati in mare dai giapponesi dopo due settimane di torture, non immediatamente come nel film.
- Nella pellicola, vediamo la USS Yorktown colpita dagli aerei giapponesi provenienti dalla Hiryu, l'unica portaerei nipponica superstite. Nella realtà, dopo essere stata danneggiata una prima volta dai bombardieri giapponesi, la USS Yorktown fu velocemente riparata, ma poco dopo subì un secondo attacco da parte degli aerosiluranti nipponici: fu a questo punto che l'equipaggio decise di abbandonare la nave. La USS Yorktown fu infine silurata e affondata dal sottomarino giapponese I-168, e si trovava a svariate miglia dalla USS Enterprise a differenza delle immagini proposte nel film.
- Insegne e colorazione mimetica dei velivoli imbarcati statunitensi, in particolare nelle scene relative all’attacco a Pearl Harbor, sono grossolanamente errate.
- I velivoli B-25 di Doolittle per l’attacco a Tokyo, seppur rappresentati con colorazione ed insegne appropriate, sono dei B-25H anziché B-25B, ovvero un modello che in realtà sarebbe entrato in servizio nel 1943…